# Pierre Lescot
Pierre Lescot (* 1515 in Paris; † 10. September 1578 ebenda), Seigneur de Clagny, Domherr der Notre-Dame de Paris, war ein französischer Architekt und Bildhauer der Renaissance.

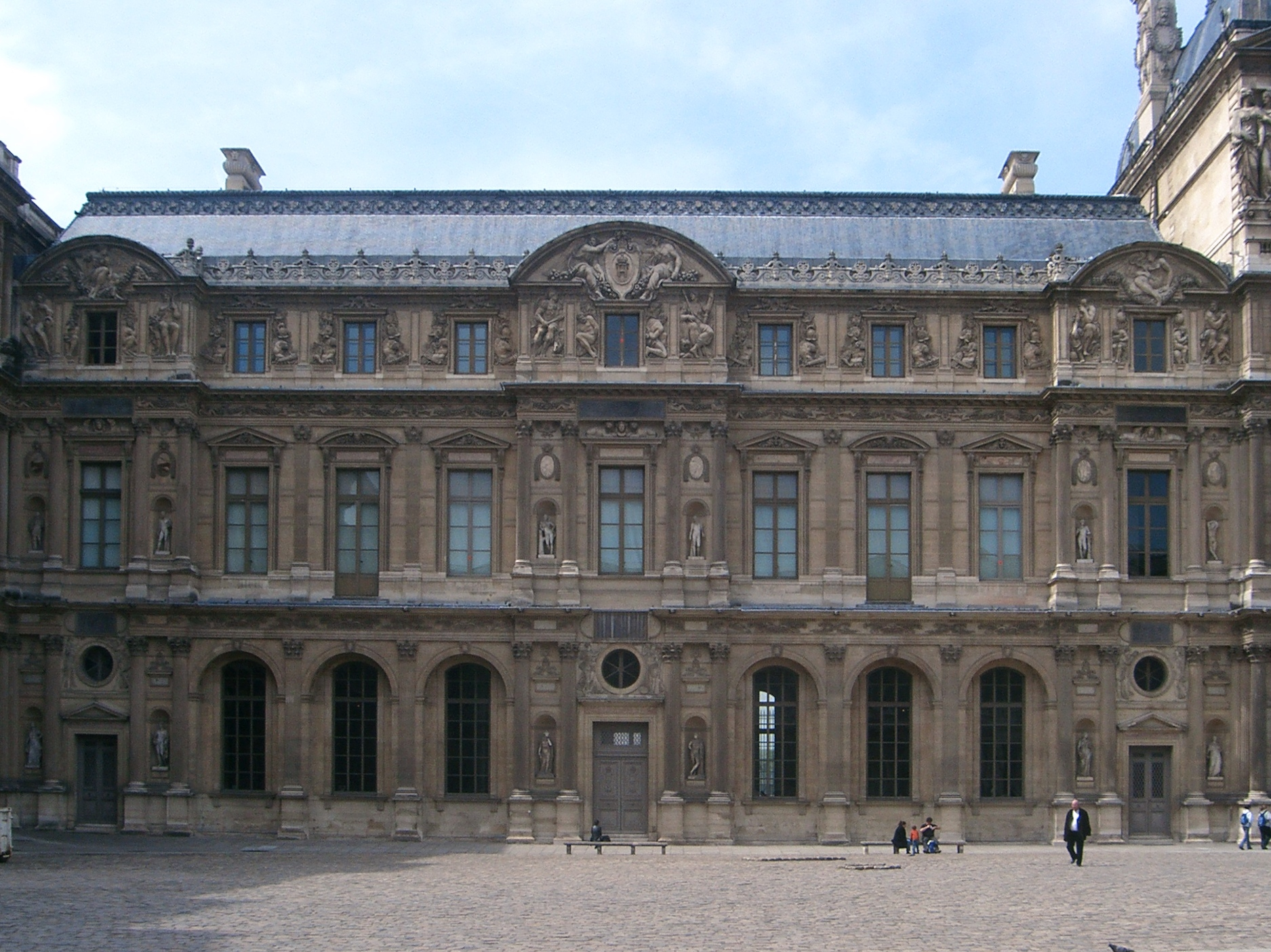
Lescot-Flügel der Cour carrée, Louvre

Er war, in enger Zusammenarbeit mit Jean Goujon, vor allem in Paris tätig. 
Sein erstes bekanntes Werk war der in den Jahren 1541 bis 1544 entstandene Lettner der Pfarrkirche Saint-Germain-l’Auxerrois, von dem lediglich einige Fragmente im Louvre erhalten sind. Nach 1545 erbaute Pierre Lescot den Stadtpalast für Jacques de Ligneris, Gerichtspräsident am Pariser Parlament, das Hôtel Carnavalet, in dem sich das Musée Carnavalet befindet. 
Im Jahr 1546 wurde er von König Franz I. mit dem Neubau des Louvres beauftragt. So entstand der berühmte, nach Lescot benannte Südwestflügel der Cour Carrée, d. h. des quadratischen Innenhofes des Louvre, der nach einer Änderung der ursprünglichen Pläne erst 1555 unter Heinrich II. vollendet wurde und als perfekter Ausdruck der französischen Renaissance-Architektur angesehen wird. 
Zugeschrieben werden Pierre Lescot der Brunnen Fontaine des Innocents im Pariser Quartier des Halles und das Schloss von Vallery.
Zu seinen Freunden zählte Pierre de Ronsard. 